# Erylus circus
Erylus circus är en svampdjursart som beskrevs av Adams och Hooper 200. Erylus circus ingår i släktet Erylus och familjen Geodiidae.
Artens utbredningsområde är Korallhavet. Inga underarter finns listade i Catalogue of Life.